# Schaffhouse-près-Seltz
Schaffhouse-près-Seltz è un comune francese di 564 abitanti situato nel dipartimento del Basso Reno nella regione del Grand Est.

## Società

### Evoluzione demografica
Abitanti censiti